# アイノコトバ (曲)
「アイノコトバ」は、2009年2月11日に発売された、日本の女性歌手愛内里菜の29枚目のシングル。CDコードはGZCA-4119。

## 概要
- この作品は「君との出逢い 〜good bye my days〜」、「Friend」に続く「ありがとう3部作」と銘打っている。
- 2002年に発売された「Forever You 〜永遠に君と〜」に対するアンサーソングと言える楽曲になっている、と愛内のホームページで発表している。

## 収録曲
1. アイノコトバ
  - 作詞:愛内里菜　作曲:平賀貴大　編曲:新井健史
2. カラフル
  - 作詞:愛内里菜　作曲:後藤康二　編曲:平賀貴大
3. Fingers Crossed Performed by INTER-D
  - 作詞：小川千哉子、Double S　作曲：小森雄壱
4. アイノコトバ -instrumental-
5. カラフル-instrumental-

## タイアップ
- NTV系『THE・サンデー NEXT』エンディングテーマ（#1）
- ABN『情報パラダイス』2月度エンディングテーマ（#1）

## 収録アルバム
- THANX（#1）
- ALL SINGLES BEST 〜THANX 10th ANNIVERSARY〜（#1）